# 11156 Аль-Хорезмі
11156 Аль-Хварісмі (11156 Al-Khwarismi) — астероїд головного поясу, відкритий 31 грудня 1997 року.
Тіссеранів параметр щодо Юпітера — 3,283.